# Claude Lemieux
Claude Percy Lemieux, född 16 juli 1965 i Buckingham, Québec, är en kanadensisk före detta professionell ishockeyspelare som var aktiv i NHL från 1983 till 2003 innan han 2008 gjorde comeback i San Jose Sharks. Han är en av åtta spelare i NHL:s historia att vinna Stanley Cup med tre olika lag, Montreal Canadiens 1986, New Jersey Devils 1995 och 2000 samt med Colorado Avalanche 1996.

## Spelarkarriären
Lemieux draftades i andra rundan av Montreal Canadiens i 1983 års NHL-draft. Han spelade för Canadiens från 1983 fram till 1990.
1987 vann Lemieux Canada Cup med Kanada.
I september 1990 byttes Lemieux bort till New Jersey Devils i utbyte mot Sylvain Turgeon. Lemieux vann Stanley Cup med Devils 1995 och tilldelades då även Conn Smythe Trophy som slutspelets mest värdefulle spelare.
Strax före inledningen av säsongen 1995–96 byttes Lemieux bort till New York Islanders i utbyte mot Steve Thomas. Islanders hade dock inga planer på att behålla Lemieux utan skickade honom direkt till Colorado Avalanche i utbyte mot Wendel Clark. När Colorado samma år vann Stanley Cup blev Lemieux den femte spelaren i historien att vinna med tre olika klubbar.
1996 vann Lemieux och Kanada silver i World Cup.
I november 1999, mitt under pågående NHL-säsong, byttes Lemieux tillbaka till New Jersey i en affär som sände Brian Rolston till Colorado. Han vann sin fjärde och sista Stanley Cup som aktiv år 2000. Senare samma år skrev han på för Phoenix Coyotes som free agent.
I januari 2003, mitt under pågående säsong, bytte Coyotes bort Lemieux till Dallas Stars i utbyte mot Scott Pellerin och ett draftval för att Lemieux skulle få chansen att vinna ännu en Stanley Cup. Dallas vann inte och Lemieux avslutade sin NHL-karriär efter slutet av säsongen 2002/2003. Senare under 2003 spelade han kort för EV Zug i Schweiz.
Genom hela sin karriär gjorde Lemieux sig känd för att spela på topp under slutspelet. Vid fyra tillfällen gjorde han fler mål under slutspelet än i grundserien (1986 med Montreal, 1995 med New Jersey, 1997 med Colorado och 2000 med New Jersey). När Lemieux lade av hade han gjort 80 slutspelsmål, åttonde flest i NHL:s historia.
Lemieux gjorde sig under sin spelarkarriär känd som en av ligans fulaste och mest hatade spelare.  När TV-bolaget ESPN rankade "De tio mest hatade spelarna i NHL genom tiderna" hamnade Lemieux etta. 1996 tacklade han våldsamt in Kris Draper från Detroit Red Wings i sargen under slutspelt vilket resulterade i att Drapers käke, näsa och kindben bröts och Draper fick genomgå plastikkirurgi. Draper drabbades även av en kraftig hjärnskakning. Tacklingen var farlig och Draper hade ryggen mot Lemieux när det hände. Denna händelse låg till grund för det veritabla hat som fanns mellan Detroit och Colorado under slutet av 1990-talet. Trots att rivaliteten avtagit på senare år har lagen än idag aldrig genomfört någon bytesaffär med varandra. För händelsen stängdes Lemieux av två matcher.
1997 tänkte Detroits slagskämpe Darren McCarty utkräva sin hämnd på Lemieux för angreppet på Draper i ett slagsmål men Lemieux kröp ihop som en sköldpadda och skyddade ansiktet. För detta fick Lemieux ta emot mycket spott och spe, och sökte återupprättning senare i en ny fight mot McCarty.
Claude Lemieux är inte släkt med Mario Lemieux.
Claudes yngre bror, Jocelyn Lemieux, spelade också i NHL. Hans son Brendan Lemieux spelar för HC Davos.

## Efter ishockeyn
2005 blev Lemieux president för Phoenix Roadrunners.

## Utmärkelser
- Conn Smythe Trophy – Mest värdefulle spelare i Stanley Cup (1995)
- Temple de la renommée (Hall of Fame) i Ligue de hockey junior majeur du Québec (2005)

## Statistik

### Klubbkarriär
| 1982–83    | Trois Rivieres Draveurs | QMJHL      | 62   | 28  | 38  | 66  | 187  | 4   | 1  | 0  | 1   | 30  |
| 1983–84    | Montreal Canadiens      | NHL        | 8    | 1   | 1   | 2   | 12   | —   | —  | —  | —   | —   |
| 1983–84    | Verdun Juniors          | QMJHL      | 51   | 41  | 45  | 86  | 225  | 9   | 8  | 12 | 20  | 63  |
| 1983–84    | Nova Scotia Voyageurs   | AHL        | —    | —   | —   | —   | —    | 2   | 1  | 0  | 1   | 6   |
| 1984–85    | Montreal Canadiens      | NHL        | 1    | 0   | 1   | 1   | 7    | —   | —  | —  | —   | —   |
| 1984–85    | Verdun Junior Canadiens | QMJHL      | 52   | 58  | 66  | 124 | 152  | 14  | 23 | 17 | 40  | 38  |
| 1985–86    | Sherbrooke Canadiens    | AHL        | 58   | 21  | 32  | 53  | 145  | —   | —  | —  | —   | —   |
| 1985–86    | Montreal Canadiens      | NHL        | 10   | 1   | 2   | 3   | 22   | 20  | 10 | 6  | 16  | 68  |
| 1986–87    | Montreal Canadiens      | NHL        | 76   | 27  | 26  | 53  | 156  | 17  | 4  | 9  | 13  | 41  |
| 1987–88    | Montreal Canadiens      | NHL        | 78   | 31  | 30  | 61  | 137  | 11  | 3  | 2  | 5   | 20  |
| 1988–89    | Montreal Canadiens      | NHL        | 69   | 29  | 22  | 51  | 136  | 18  | 4  | 3  | 7   | 58  |
| 1989–90    | Montreal Canadiens      | NHL        | 39   | 8   | 10  | 18  | 106  | 11  | 1  | 3  | 4   | 38  |
| 1990–91    | New Jersey Devils       | NHL        | 78   | 30  | 17  | 47  | 105  | 7   | 4  | 0  | 4   | 34  |
| 1991–92    | New Jersey Devils       | NHL        | 74   | 41  | 27  | 68  | 109  | 7   | 4  | 3  | 7   | 26  |
| 1992–93    | New Jersey Devils       | NHL        | 77   | 30  | 51  | 81  | 155  | 5   | 2  | 0  | 2   | 19  |
| 1993–94    | New Jersey Devils       | NHL        | 79   | 18  | 26  | 44  | 86   | 20  | 7  | 11 | 18  | 44  |
| 1994–95    | New Jersey Devils       | NHL        | 45   | 6   | 13  | 19  | 86   | 20  | 13 | 3  | 16  | 20  |
| 1995–96    | Colorado Avalanche      | NHL        | 79   | 39  | 32  | 71  | 117  | 19  | 5  | 7  | 12  | 55  |
| 1996–97    | Colorado Avalanche      | NHL        | 45   | 11  | 17  | 28  | 43   | 17  | 13 | 10 | 23  | 32  |
| 1997–98    | Colorado Avalanche      | NHL        | 78   | 26  | 27  | 53  | 115  | 7   | 3  | 3  | 6   | 8   |
| 1998–99    | Colorado Avalanche      | NHL        | 82   | 27  | 24  | 51  | 102  | 19  | 3  | 11 | 14  | 26  |
| 1999–00    | Colorado Avalanche      | NHL        | 13   | 3   | 6   | 9   | 4    | —   | —  | —  | —   | —   |
| 1999–00    | New Jersey Devils       | NHL        | 70   | 17  | 21  | 38  | 86   | 23  | 4  | 6  | 10  | 28  |
| 2000–01    | Phoenix Coyotes         | NHL        | 46   | 10  | 16  | 26  | 58   | —   | —  | —  | —   | —   |
| 2001–02    | Phoenix Coyotes         | NHL        | 82   | 16  | 25  | 41  | 70   | 5   | 0  | 0  | 0   | 2   |
| 2002–03    | Phoenix Coyotes         | NHL        | 36   | 6   | 8   | 14  | 30   | —   | —  | —  | —   | —   |
| 2002–03    | Dallas Stars            | NHL        | 32   | 2   | 4   | 6   | 14   | 7   | 0  | 1  | 1   | 10  |
| 2003–04    | Zug                     | NL-A       | 7    | 2   | 3   | 5   | 4    | 5   | 1  | 3  | 4   | 8   |
| 2008–09    | China Sharks            | AIHL       | 2    | 0   | 1   | 1   | 4    | —   | —  | —  | —   | —   |
| 2008–09    | Worcester Sharks        | AHL        | 23   | 3   | 8   | 11  | 24   | —   | —  | —  | —   | —   |
| 2008–09    | San Jose Sharks         | NHL        | 18   | 0   | 1   | 1   | 21   | 1   | 0  | 0  | 0   | 0   |
| NHL totalt | NHL totalt              | NHL totalt | 1215 | 379 | 407 | 786 | 1777 | 234 | 80 | 78 | 158 | 529 |